# The Taking of Pelham One Two Three (televisiefilm)
The Taking of Pelham One Two Three is een Amerikaanse televisiefilm uit 1998, geregisseerd door Félix Enríquez Alcalá en geproduceerd door Edgar J. Scherick. De film is een remake van de film The Taking of Pelham One Two Three uit 1974. De hoofdrollen worden vertolkt door Edward James Olmos, Vincent D'Onofrio en Richard Schiff.

## Verhaal
Vier meedogenloze kapers, onder leiding van Mr. Blue kapen een trein. Ze willen 5 miljoen dollar of anders worden de gijzelaars een voor een doodgeschoten.

## Rolbezetting
| Acteur              | Personage                         |
| ------------------- | --------------------------------- |
| Edward James Olmos  | Detective Anthony Piscotti        |
| Vincent D'Onofrio   | Mr. Blue                          |
| Richard Schiff      | Mr. Green                         |
| Donnie Wahlberg     | Mr. Gray                          |
| Lisa Vidal          | Babs Cardoza                      |
| Kenneth Welsh       | Caz Hollowitz                     |
| Lorraine Bracco     | Det. Ray                          |
| Tara Rosling        | Mr. Brown                         |
| Ben Cook            | oudere jongen in de metro         |
| Bobby Boriello      | jongere jongen in de metro        |
| Bobby O'Neill       | jongen in de metro                |
| Ingrid Veninger     | afgestudeerde student in de metro |
| Alisa Wiegers       | kantoormedewerker                 |
| Peter Boretski      | oude man in de metro              |
| Stuart Clow         | jogger                            |
| Michael A. Miranda  | Denny Alcala                      |
| Sandi Ross          | Mrs. Jenkins                      |
| Louis Del Grande    | Frank Stonehouse                  |
| Gary Reineke        | burgemeester                      |
| Richard Fitzpatrick | commandant                        |
| Roy Lewis           | Officer Artis Washington          |
| Philip Akin         | ESU-luitenant                     |
| Judah Katz          | tv-erslaggever                    |
| Catherine Blythe    | cameravrouw                       |